# Мерси, Франц фон
Барон Франц фон Мерси (нем. Franz von Mercy; ок. 1597 — 3 августа 1645) — лотарингский дворянин, баварский и императорский фельдмаршал, участник Тридцатилетней войны.

## Начало военной карьеры
Поступил на императорскую службу в 1606 году, сражался против турок в Венгрии и получил первый офицерский чин.
Вернувшись в Лотарингию, поступил на службу своему герцогу. В 1631 году снова отмечен на императорской службе, был уже оберст-вахтмейстером (майором), принял участие в событиях Тридцатилетней войны и ранен при Брейтенфельде.
В 1633 году в чине полковника сражался на Рейне, при падении Брейзаха попал в плен к французам, но обменян и в 1634 году в течение нескольких месяцев защищал Рейнфельден от Бернхарда Веймарского. Сделан генерал-вахтмейстером (генерал-майором) и сражался в составе лотарингского контингента императорской армии под началом Карла IV Лотарингского при Кольмаре (1635) и Доле (1636).

## На баварской службе
В 1638 году перешел на баварскую службу в чине фельдцейхмейстера. В 1641 году командовал корпусом в Нижнем Пфальце против герцога Лонгвиля, затем отогнал шведов Банера от Регенсбурга и преследовал их до Эгера в Богемии. В июне 1641 года сражался при Вольфенбюттеле, в 1642 году содействовал изгнанию шведов из Богемии. 

### Кампания 1643 года
21 мая 1643 года получил чин баварского фельдмаршала, удачно действовал против французского маршала Гебриана в Швабии, пока тот не был убит, затем разбил его преемника генерала Рантцау у Тутлингена 24 ноября 1643 года, остановив таким образом французское наступление в Баварию. Баварский курфюрст назначил его своим генерал-лейтенантом (это звание соответствовало званию генералиссимуса), император прислал ему патент своего фельдмаршала. 

### Кампания 1644 года
В 1644 году во главе объединённой императорской и баварской армий сражался на Верхнем Рейне против Тюренна и Конде, осадил и взял Фрейбург, но затем был атакован при Фрейбурге 3, 5 и 9 августа объединенными силами принца Конде и маршала Тюренна и вынужден был уступить долину Рейна, оберегая армию от разгрома. 

### Кампания 1645 года
В 1645 году разбил Тюренна у при Мертгенгейме (при Хербстхаузене) 2 мая. Пал в сражении при Аллергейме (втором сражении при Нердлингене) 3 августа 1645 года. Похоронен в церкви Святого Маврикия в Ингольштадте.